# Crested Butte
Crested Butte és una població dels Estats Units a l'estat de Colorado. Segons el cens del 2000 tenia 1.529 habitants.

## Demografia
Segons el cens del 2000, Crested Butte tenia 1.529 habitants, 692 habitatges, i 253 famílies. La densitat de població era de 843,4 habitants per km².
Dels 692 habitatges en un 19,1% hi vivien nens de menys de 18 anys, en un 28,9% hi vivien parelles casades, en un 5,1% dones solteres, i en un 63,3% no eren unitats familiars. En el 28,3% dels habitatges hi vivien persones soles l'1,4% de les quals corresponia a persones de 65 anys o més que vivien soles. El nombre mitjà de persones vivint en cada habitatge era de 2,21 i el nombre mitjà de persones que vivien en cada família era de 2,69.
Per edats la població es repartia de la següent manera: un 13,5% tenia menys de 18 anys, un 11,5% entre 18 i 24, un 55,6% entre 25 i 44, un 17,5% de 45 a 60 i un 1,9% 65 anys o més.
L'edat mediana era de 31 anys. Per cada 100 dones de 18 o més anys hi havia 131,9 homes.
La renda mediana per habitatge era de 41.250 $ i la renda mediana per família de 49.118 $. Els homes tenien una renda mediana de 27.386 $ mentre que les dones 23.073 $. La renda per capita de la població era de 26.789 $. Entorn del 2,7% de les famílies estaven per davall del llindar de pobresa.

## Poblacions més properes
El següent diagrama mostra les poblacions més properes.